# Газуани, Маухуб
Мауху́б Газуа́ни (араб. موهوب الغزواني‎; род. 1948, Hay Mohammadi, Касабланка) — марокканский футболист, игравший на позиции полузащитника. Участник чемпионата мира 1970 года.

## Биография

### Карьера в сборной
В составе сборной Марокко принимал участие на чемпионате мира 1970 года, где сыграл во всех матчах группового этапа — со сборными ФРГ (1:2), Перу (0:3) и Болгарии (1:1), в котором он забил гол. Марокканцы не смогли преодолеть групповой этап, заняв в группе последнее место с одним очком.
В составе марокканской сборной принимал участие на олимпийском турнире 1972 года, где был основным игроком и сыграл в 5 матчах на турнире. Всего за сборную Марокко сыграл 30 матчей, в которых отметился 4 забитыми мячами.